# Putovnica Litve
Putovnica Litve ili litavska putovnica je putna isprava koja se izdaje državljanima Republike Litve radi putovanja u inozemstvu. Putovnica služi kao dokaz litavskog državljanstva i identiteta. Budući da je zemlja potpisnica Schengena, njeni građani osim putovnicom, mogu putovati Europskom unijom i s osobnom iskaznicom.

## Izgled
Korice litavske putovnice su crvene burgundijske boje a sama putovnica sadrži 32 stranice kao i stranicu od polikarbonata na kojoj se nalaze osobni podaci njenog vlasnika, fotografija i laserski gravirani potpis. Proizvodi se u skladu sa zahtjevima Organizacije međunarodnog civilnog zrakoplovstva (ICAO) a svi podaci o nositelju mogu se pročitati na litavskom, engleskom i francuskom jeziku. Vijek trajanja putovnice za punoljetne litavske državljane iznosi deset godina. Djeci u dobi od pet do šesnaest godina izdaje se putovnica na rok od pet godina a mlađima na dvije dok se njena valjanost može produljiti posebnim zahtjevom na pet godina.
Od 28. kolovoza 2006. litavske putovnice postale su e-putovnice te uključuju elektroničke biometrijske podatke dok se od 2. siječnja 2008. počinje izdavati nova biometrijska putovnica koja se od prethodne razlikuje po burgundijsko crvenoj boji naslovnice te natpisu Europska unija odnosno Europos Sajunga na litavskom jeziku. Kao i kod svake e-putovnice, i u ovu je ugrađen memorijski RFID čip koji u elektroničkom obliku sadrži podatke poput fotografije i otiska prsta koje granični službenici mogu pročitati s udaljenosti od nekoliko metara.

## Stranica s identifikacijskim podacima
Stranica s identifikacijskim podacima sadrži sljedeće podatke:
- slika vlasnika putovnice
- tip ("P" za običnu putovnicu)
- kod države (LTU)
- serijski broj putovnice
- prezime vlasnika putovnice
- ime vlasnika putovnice
- državljanstvo
- datum rođenja (DD. MM. GGGG)
- osobni broj
- spol
- mjesto rođenja
- nadnevak izdavanja (DD. MM. GGGG)
- izdana od
- nadnevak isteka (DD. MM. GGGG)
- potpis vlasnika putovnice.

## Vizni sustav
██ Države u koje se može putovati putovnicom ili osobnom iskaznicom bez vize.
██ Države u koje se može putovati putovnicom bez vize.
██ Države za koje se viza izdaje na internetu ili prilikom dolaska u zemlju.
██ Države za koje je potrebno izdavanje vize od strane nadležnog diplomatskog predstavništva.
Budući da je Litva potpisnica Schengena, njeni državljani mogu putovati teritorijem Europske unije i s osobnom iskaznicom te im nije potrebna viza.
Također, zemlja je kao i većina članica EU, potpisnica Visa Waiver Programa (VWP) koji joj omogućava da njeni građani mogu putovati SAD-om u turističke, poslove ili tranzitne svrhe u razdoblju od 90 dana bez pribavljanja vize. Naime, u listopadu 2008. tadašnji američki predsjednik George W. Bush je najavio kako će Litva, Latvija, Estonija, Češka, Slovačka, Mađarska i Južna Koreja biti dodane u VWP program 17. studenog iste godine.
Za putovanje u Australiju potreban je eVisitor koji zamjenjuje stariji eVisa sustav.
Od bivših članica SSSR-a, litavski državljani bez vize mogu putovati u susjedne Latviju i Estoniju (dovoljna je i osobna kartica) te Ukrajinu, Moldaviju, Armeniju i Kirgistan.
Prema Passport Indexu, litavska putovnica je prema značajnosti na 14. mjestu te omogućava putovanja u 132 zemlje diljem svijeta bez vize.

## Galerija slika
- Stara putovnica izdana 1920. godine.
- Stara putovnica izdana 1940. godine.
- Litavska putovnica (1992. – 2002.)
- Litavska putovnica (2003. – 2006.)
- Litavska biometrijska putovnica koja se izdaje od 2008.

## Vanjske poveznice
- Informacije o putovnici Litve  Arhivirana inačica izvorne stranice od 25. svibnja 2015. (Wayback Machine)